# Saint-Médard (Pireneje Atlantyckie)
Saint-Médard – miejscowość i gmina we Francji, w regionie Nowa Akwitania, w departamencie Pireneje Atlantyckie.
Według danych na rok 1999 gminę zamieszkiwało 206 osób, a gęstość zaludnienia wynosiła 18 osób/km² (wśród 2290 gmin Akwitanii Saint-Médard plasuje się na 981. miejscu pod względem liczby ludności, natomiast pod względem powierzchni na miejscu 965.).